# Rachael Bella
Rachael Kneeland (Vermillion, Dakota del Sur, 13 de marzo de 1984) conocida profesionalmente como Rachael Bella, es una actriz estadounidense retirada de la actividad, reconocida principalmente por su papel de Becca Kotler en la popular película de horror The Ring y por su actuación en la cinta independiente Jimmy and Judy junto a Edward Furlong. 
Después de haber dado a luz a su hijo en 2006, Rachael se retiró de la actuación en 2007. Desde entonces se ha desempeñado como asistente administrativa.

## Filmografía

### Cine
| Año  | Título            | Rol                    | Notas |
| ---- | ----------------- | ---------------------- | ----- |
| 1993 | When Pigs Fly     | Ruthie                 |       |
| 1993 | Household Saints  | Teresa Santangelo      |       |
| 1995 | A Little Princess | Betsy                  |       |
| 1996 | The Crucible      | Betty Parris           |       |
| 1997 | The Blood Oranges | Meredith               |       |
| 2002 | The Ring          | Rebecca "Becca" Kotler |       |
| 2005 | American Gun      | Haille                 |       |
| 2006 | Jimmy and Judy    | Judy                   |       |
| 2006 | High Hopes        | Lindsey                |       |
| 2007 | Drive-Thru        | Starfire               |       |

### Televisión
| Año  | Título                                      | Rol              | Notas                    |
| ---- | ------------------------------------------- | ---------------- | ------------------------ |
| 1993 | Love, Honor & Obey: The Last Mafia Marriage | Gigi             | Película para TV         |
| 1994 | Grace Under Fire                            | Niña             | "Grace and Beauty"       |
| 1994 | ER                                          | Sarah Gasner     | "Into That Good Night"   |
| 1995 | W.E.I.R.D. World                            | Suzie            | Película para TV         |
| 1997 | The Devil's Child                           | Nikki            | Película para TV         |
| 2001 | The Practice                                | Lisa Matthews    | "Poor Richard's Almanac" |
| 2002 | Buffy the Vampire Slayer                    | Niña muerta      | "Lessons"                |
| 2002 | Law & Order: Special Victims Unit           | Jackie Landricks | "Resilience"             |
| 2003 | Tru Calling                                 | Jen De Luca      | "Star Crossed"           |
| 2004 | Boston Public                               | Ditto            | "Chapter 80"             |